# Isabel la Católica (1851)
El Isabel la Católica fue un vapor de ruedas de la Armada Española, perteneciente a la Clase Isabel II, y recibía su nombre en memoria de Isabel I de Castilla.

## Historial
Fue destinado a misiones de vapor-correo en la línea Península-Habana aprovechando el empréstito especial de 300 millones de pesetas que se estableció para la modernización de la Armada española.
Entre 1861-1862, participó en la expedición contra México junto con fuerzas del Reino Unido y Francia, como parte de la escuadra que mandaba el general Joaquín Gutiérrez de Rubalcaba, comandante general del Apostadero de La Habana. Cuando quedaron al descubierto las intenciones francesas de colocar a Maximiliano I de Habsburgo como emperador de México, se le ordenó retornar a Cuba.
En 1879 fue reclasificado como transporte, sirviendo como tal hasta su baja en 1884.